# Alexandru Flechtenmacher
Alexandru Flechtenmacher   (Iași, 23 de desembre de 1823 - Bucarest, 28 de gener de 1898) va ser un músic i compositor alemany-saxó, moldau d'origen, que buscava crear "un estil de música romanesa".
Violinista, professor (entre els seus alumnes va tenir a Robert Klenck), compositor i director d'orquestra, que successivament va dirigir teatres a Iași, Bucarest i Craiova, i va compondre primera opereta romanesa, Baba Harca ("Vella bruixa Baba", representada per primera vegada al Teatre Nacional Iași el 26 de desembre de 1848).
Alexandru Flechtenmacher també va compondre moltes peces instrumentals i orquestrals, incloent una obertura nacional (Viena, 1846).

## Obres principals
- Baba Hârca ("Vella bruixa Baba"), opereta - vaudeville en dos actes en un llibret de Matei Millo (Iaşi, 1848)
- Doi ţărani şi cinci cârlani ("Dos camperols i cinc poltres"), vodevil, llibret de Constantin Negruzzi (Iaşi, 1848)
- Barbu Lăutarul ("Barbu el Fiddler"), llibret de Vasile Alecsandri, (Iaşi, 1850, 1854)
- Scara mâţei ("Escala amb gats"), vodevil, llibret d'Iacob Mureşianu (Iaşi, 1850)
- Coana Chirita sau Doua şi partit o-neneacă ("Coana Chirita Coaña" o "dues filles i la mare"), vodevil, comèdia de Vasile Alecsandri, (Iași).
- Intoarcerea Coanei Coaña Chirita o Chirita Provínci ("El retorn de Coaña Chirita o 'província Coaña Chirita"), el vodevil, llibret de Vasile Alecsandri (Iași, 1850)
- Banii, Gloria şi Amorul ("Diners, glòria i amor"), vodevil, (Bucarest, 1861)
- Răzvan şi Vidra ("Razvan i Vidra"), drama històric en 5 actes, en un text de Bogdan Petriceicu Hasdeu (Bucarest, 1867)
- Fata de la Cozia ("La nena de Cozia"), Òpera en tres actes sobre un text de Dimitrie Bolintineanu (inacabada, 1870)